# Türkiye Kupası 1983/84
Die Türkiye Kupası 1983/84 war die 22. Auflage des türkischen Fußball-Pokalwettbewerbes. Der Wettbewerb begann am 31. August 1983 mit der 1. Hauptrunde und endete am 30. Mai 1984 mit dem Finale. Im Endspiel trafen Beşiktaş Istanbul und Trabzonspor aufeinander. Trabzonspor nahm zum fünften Mal am Finale teil und Beşiktaş zum dritten Mal. 
Trabzonspor gewann den Pokal zum dritten Mal. Sie besiegten Beşiktaş 2:0. 

## 1. Hauptrunde
Hinspiele: 31. August 1983
Rückspiele: 7. September 1983
|                         | Gesamt |                          | Hinspiel | Rückspiel |
| ----------------------- | ------ | ------------------------ | -------- | --------- |
| Gümüşhane İl Özel İdare | 02:11  | Trabzonspor              | 1:6      | 1:5       |
| Okmeydanıspor           | 3:2    | Kocaeli Tütünçiftlik     | 0:0      | 3:2       |
| Antalya Yolspor         | :      | Isparta Karaağaç Gençlik | 12:0     | -         |
| Babaeskispor            | 1:2    | Bursa Merinosspor        | 0:1      | 1:1       |
| Çanakkale Jandarmagücü  | 5:7    | Bayrampaşaspor           | 2:2      | 3:5       |
| Çorluspor               | 5:1    | Kocaeli Kağıtspor        | 3:0      | 2:1       |
| Dikilitaş SK            | 1:2    | Bursa Kültürspor         | 1:0      | 0:2       |
| İstanbul Küçükpazar     | 1:7    | Cerrahpaşa SK            | 0:3      | 1:4       |
| İzmirspor (II)          | :      | İzmir Hilalspor          | 2:0      | :         |
| Kocaeli Petkimspor      | 5:4    | İstanbul Karagücü        | 3:0      | 2:4       |
| Kütahya Termikspor      | :      | Afyon Şekerspor          | 3:1      | :         |
| Maltepespor             | 1:3    | İstanbul Cankurtaran     | 1:1      | 0:2       |
| Mustafakemalpaşaspor    | :      | Erdekspor                | 1:1      | :         |
| Trabzon Yolspor         | :      | Çaykurspor               | 1:0      | :         |

In der 1. Hauptrunde nahmen 90 Mannschaften teil. Neben den oben genannten Siegern gab es noch weitere 31 Sieger, bei denen jedoch nicht die Paarungen bekannt sind.

## 2. Hauptrunde
Hinspiele: 21., 22. und 28. September 1983
Rückspiele: 5. und 6. Oktober 1983
|                            | Gesamt          |                          | Hinspiel | Rückspiel |
| -------------------------- | --------------- | ------------------------ | -------- | --------- |
| Mersin Kuvayı Milliye      | 6:4             | Urfa Belediye Gençlik    | 2:0      | 4:4       |
| Eskişehir DSİ Bentspor     | :               | Erdemirspor              | 1:1      | -         |
| Galata SK                  | 0:6             | Lüleburgazspor           | 0:2      | 0:4       |
| İzmir Havagücü             | 6:1             | Izmirspor (II)           | 1:0      | 5:1       |
| Ankaragücü                 | 3:3 (1:3 i. E.) | Silahlı Kuvvetler Gücü   | 0:1      | 3:2       |
| Ağrı Demirspor             | (a)4:4(a)       | Van İskelespor           | 3:2      | 1:2       |
| Aksaray Gençlik            | 2:3             | Anadolu Selçukspor       | 1:2      | 1:1       |
| Rizespor                   | 2:0             | Sebat Gençlik            | 1:0      | 1:0       |
| Çorluspor                  | 4:2             | Cerrahpaşa SK            | 3:1      | 1:1       |
| Sivas 4 Eylül Belediyespor | 3:5             | Çarşambaspor             | 2:1      | 1:4       |
| Düzcespor                  | 0:3             | PTT                      | 0:2      | 0:1       |
| Erzincan Karagücü          | 4:3             | Ordu Esnafspor           | 4:1      | 0:2       |
| Erzurumspor                | 4:3             | Elazığspor               | 2:1      | 2:2       |
| Gaziantepspor              | 6:1             | Şanlıurfaspor            | 3:1      | 3:0       |
| Kayserispor                | 2:0             | Şekerspor                | 2:0      | 0:0       |
| Mersin İdman Yurdu         | 6:1             | Ceyhanspor               | 4:1      | 2:0       |
| MKE Kırıkkalespor          | (a)1:1(a)       | Petrol Ofisi SK          | 1:1      | 0:0       |
| Palandökenspor             | 2:5             | Muş Muratspor            | 2:2      | 0:3       |
| Taşköprü Gençlik           | 3:1             | Yenişehirspor            | 0:1      | 3:0       |
| Trabzonspor (II)           | 1:0             | Trabzon Yolspor          | 1:0      | 0:0       |
| Vanspor                    | 2:4             | Mardinspor               | 2:0      | 0:4       |
| Yozgatspor                 | (a)1:1(a)       | Kayseri Sümerspor        | 0:0      | 1:1       |
| Afyonkarahisarspor         | 2:4             | Kütahyaspor              | 1:1      | 1:3       |
| Başkarcı İdman Yurdu       | 0:4             | Altay Izmir (II)         | 0:1      | 0:3       |
| Bayrampaşaspor             | 3:4             | Okmeydanıspor            | 1:3      | 2:1       |
| Beykozspor                 | 1:0             | İstanbulspor             | 0:0      | 1:0       |
| Çine Madranspor            | 1:6             | Antalya Yolspor          | 1:2      | 0:4       |
| Edirnespor                 | 1:2             | Üsküdar Anadolu          | 0:2      | 1:0       |
| Eskişehirspor              | 5:2             | Konyaspor                | 3:0      | 2:2       |
| Giresunspor                | 2:0             | Samsunspor               | 1:0      | 1:0       |
| Göztepe Izmir              | 3:4             | Altay Izmir              | 1:1      | 2:3       |
| Ispartaspor                | 4:2             | Burdurspor               | 3:0      | 1:2       |
| İskenderunspor             | 2:1             | Malatyaspor              | 2:0      | 0:1       |
| Karşıyaka SK               | 8:1             | Muğlaspor                | 8:0      | 0:1       |
| Kırklarelispor             | 1:3             | Süleymaniye Sirkeci      | 1:2      | 0:1       |
| Sakarya Karadenizspor      | 2:4             | Kocaeli Petkimspor       | 0:1      | 2:3       |
| Sitespor                   | (a)2:2(a)       | Kırşehirspor             | 2:1      | 0:1       |
| Tekirdağspor               | 5:0             | Alibeyköyspor            | 3:0      | 2:0       |
| Ulaspor                    | 0:5             | İzmir Denizgücü          | 0:2      | 0:3       |
| Vefa Istanbul              | 1:0             | Bandırmaspor             | 0:0      | 1:0       |
| Altınordu Izmir            | 2:1             | Balıkesirspor            | 0:1      | 2:0       |
| Bursa Tunaspor             | 2:7             | Kütahya Termikspor       | 2:2      | 0:5       |
| Bursa Merinosspor          | 1:0             | Bursa Kültürspor         | 0:0      | 1:0       |
| İzmirspor                  | 4:2             | Aydınspor                | 2:2      | 2:0       |
| Erdekspor                  | 2:1             | İstanbul Cankurtaranspor | 0:1      | 2:1       |

- Diyarbakırspor und Diyarbakır DSİ Bağlar Gençlik erhielten ein Freilos und waren automatisch für 3. Hauptrunde qualifiziert.
- Bei den Paarungen Kırıkhan Gençlik gegen Gaziantepspor (II) und Erdemir Ereğlispor gegen Eskişehir DSİ Bentspor sind die Endergebnisse nicht bekannt. Gaziantepspor (II) und Erdemir Ereğlispor qualifizierten sich für die nächste Runde.

## 3. Hauptrunde
Hinspiele: 9. November 1983
Rückspiele: 30. November 1983
|                       | Gesamt |                       | Hinspiel | Rückspiel |
| --------------------- | ------ | --------------------- | -------- | --------- |
| Altay Izmir (II)      | 0:8    | İzmirspor             | 0:3      | 0:5       |
| Rizespor              | 2:1    | Erzurumspor           | 2:1      | 0:0       |
| Diyarbakır DSİ        | 2:3    | Erzincan Karagücü     | 1:1      | 1:2       |
| Gaziantepspor         | 5:1    | Gaziantepspor (II)    | 1:1      | 4:0       |
| Giresunspor           | 2:3    | Trabzonspor (II)      | 2:1      | 0:2       |
| İskenderunspor        | 4:1    | Mersin Kuvayı Milliye | 3:0      | 1:1       |
| Kayserispor           | 4:2    | Çarşambaspor          | 2:1      | 2:1       |
| Kırşehirspor          | 3:1    | Yozgatspor            | 1:0      | 2:1       |
| Mardinspor            | 3:2    | Diyarbakırspor        | 2:1      | 1:1       |
| Mersin İdman Yurdu    | 5:0    | Anadolu Selçukspor    | 2:0      | 3:0       |
| Van İskelespor        | 8:4    | Muş Muratspor         | 6:3      | 2:1       |
| Altay Izmir           | 2:3    | Karşıyaka SK          | 1:2      | 1:1       |
| Altınordu Izmir       | 6:0    | İzmir Denizgücü       | 4:0      | 2:0       |
| Antalya Yolspor       | 2:6    | Ispartaspor           | 1:2      | 1:4       |
| Beykozspor            | 1:3    | Vefa Istanbul         | 1:1      | 0:2       |
| Bursa Merinosspor     | 1:6    | Çorluspor             | 0:3      | 1:3       |
| Erdemirspor           | 7:1    | Kütahya Termikspor    | 3:0      | 4:1       |
| Izmir Havagücü        | 1:2    | Erdekspor             | 0:0      | 1:2       |
| Kütahyaspor           | 6:0    | Taşköprü Gençlik      | 3:0      | 3:0       |
| Lüleburgazspor        | 3:2    | Süleymaniye Sirkeci   | 2:1      | 1:1       |
| Okmeydanıspor         | 2:4    | Üsküdar Anadolu       | 1:2      | 1:2       |
| Petrol Ofisi SK       | 3:5    | PTT                   | 3:4      | 0:1       |
| Silahlı Kuvvetlergücü | 0:7    | Eskişehirspor         | 0:3      | 0:4       |
| Tekirdağspor          | 5:0    | Kocaeli Petkimspor    | 5:0      | 0:0       |

## 4. Hauptrunde
Hinspiele: 14. Dezember 1983
Rückspiele: 21. Dezember 1983
|                    | Gesamt    |                  | Hinspiel | Rückspiel |
| ------------------ | --------- | ---------------- | -------- | --------- |
| Izmirspor          | 1:2       | Eskişehirspor    | 1:0      | 0:2       |
| Erzincan Karagücü  | 1:9       | Rizespor         | 1:2      | 0:7       |
| İskenderunspor     | 2:1       | Trabzonspor (II) | 0:0      | 2:1       |
| Kayserispor        | 2:3       | Gaziantepspor    | 2:0      | 0:3       |
| Kırşehirspor       | 3:0       | PTT              | 1:0      | 2:0       |
| Mersin İdman Yurdu | (a)2:2(a) | Karşıyaka SK     | 2:1      | 0:1       |
| Van İskelespor     | 00:10     | Mardinspor       | 0:2      | 0:8       |
| Altınordu Izmir    | 7:2       | Ispartaspor      | 6:1      | 1:1       |
| Erdekspor          | 1:8       | Kütahyaspor      | 1:4      | 0:4       |
| Lüleburgazspor     | 2:1       | Erdemirspor      | 2:0      | 0:1       |
| Tekirdağspor       | (a)2:2(a) | Çorluspor        | 2:1      | 0:1       |
| Üsküdar Anadolu    | 0:2       | Vefa Istanbul    | 0:1      | 0:1       |

## 5. Hauptrunde
Hinspiele: 22. Februar 1984
Rückspiele: 14. und 15. März 1984
|                 | Gesamt    |                       | Hinspiel | Rückspiel |
| --------------- | --------- | --------------------- | -------- | --------- |
| Denizlispor     | 0:1       | Beşiktaş Istanbul     | 0:1      | 0:0       |
| Karşıyaka SK    | 3:0       | Kahramanmaraşspor     | 2:0      | 1:0       |
| Mardinspor      | 1:6       | Trabzonspor           | 0:1      | 1:5       |
| Adana Demirspor | 2:3       | Gençlerbirliği Ankara | 1:1      | 1:2       |
| Altınordu Izmir | 8:3       | Çorluspor             | 4:1      | 4:2       |
| Antalyaspor     | 2:1       | Kırşehirspor          | 2:0      | 0:1       |
| Boluspor        | 1:0       | Adanaspor             | 1:0      | 0:0       |
| Rizespor        | 1:2       | Gaziantepspor         | 1:0      | 0:2       |
| Eskişehirspor   | 3:4       | Galatasaray Istanbul  | 2:1      | 1:3       |
| İskenderunspor  | 0:1       | Fatih Karagümrük SK   | 0:0      | 0:1       |
| Kocaelispor     | (a)2:2(a) | Sakaryaspor           | 2:1      | 0:1       |
| Kütahyaspor     | 0:4       | Zonguldakspor         | 0:1      | 0:3       |
| MKE Ankaragücü  | 5:1       | Orduspor              | 5:0      | 0:1       |
| Sarıyer GK      | 2:5       | Bursaspor             | 0:3      | 2:2       |
| Vefa SK         | 5:1       | Lüleburgazspor        | 3:0      | 2:1       |

## 6. Hauptrunde
Hinspiele: 28. März 1984
Rückspiele: 11. und 12. April 1984
Fenerbahçe Istanbul war als Titelverteidiger automatisch für die 6. Hauptrunde qualifiziert. 
|                       | Gesamt    |                      | Hinspiel | Rückspiel |
| --------------------- | --------- | -------------------- | -------- | --------- |
| Gaziantepspor         | (a)2:2(a) | Beşiktaş Istanbul    | 2:1      | 0:1       |
| Trabzonspor           | 7:2       | Zonguldakspor        | 6:1      | 1:1       |
| Altınordu Izmir       | (a)3:3(a) | Galatasaray Istanbul | 2:2      | 1:1       |
| Boluspor              | 1:0       | Vefa Istanbul        | 0:0      | 1:0       |
| Bursaspor             | 2:1       | Antalyaspor          | 1:1      | 1:0       |
| Fenerbahçe Istanbul   | 3:0       | Fatih Karagümrük SK  | 2:0      | 1:0       |
| Gençlerbirliği Ankara | 2:3       | Karşıyaka SK         | 1:1      | 1:2       |
| Sakaryaspor           | 2:3       | MKE Ankaragücü       | 1:1      | 1:2       |

## Viertelfinale
Hinspiele: 18. April 1984
Rückspiele: 25. April 1984
|                      | Gesamt          |                | Hinspiel | Rückspiel |
| -------------------- | --------------- | -------------- | -------- | --------- |
| Beşiktaş Istanbul    | 1:0             | MKE Ankaragücü | 1:0      | 0:0       |
| Fenerbahçe Istanbul  | 4:4 (3:1 i. E.) | Bursaspor      | 2:0      | 0:2       |
| Galatasaray Istanbul | (a)2:2(a)       | Karşıyaka SK   | 2:1      | 0:1       |
| Trabzonspor          | 4:0             | Boluspor       | 2:0      | 2:0       |

## Halbfinale
Hinspiele: 9. Mai 1984
Rückspiele: 16. Mai 1984
|                     | Gesamt |                   | Hinspiel | Rückspiel |
| ------------------- | ------ | ----------------- | -------- | --------- |
| Fenerbahçe Istanbul | 2:4    | Beşiktaş Istanbul | 0:0      | 2:4       |
| Trabzonspor         | 4:2    | Karşıyaka SK      | 1:0      | 0:0       |

## Finale
| Paarung           | Trabzonspor – Beşiktaş Istanbul |
| Ergebnis          | 2:0 n. V. |
| Datum             | 30. Mai 1984 um 17:00 Uhr |
| Stadion           | Atatürk-Stadyumu, Izmir |
| Schiedsrichter    | İhsan Türe |
| Tore              | 1:0 Levent Erköse (91.) 2:0 Levent Erköse (97.) |
| Trabzonspor       | Şenol Güneş – Osman Şahinoğlu, Turgay Semercioğlu, Lemi Çelik, Bahaddin Güneş (72. Levent Erköse) – Necati Özçağlayan, Kemal Serdar, Güngör Şahinkaya, Tuncay Soyak – İskender Günen, Hasan Şengün Cheftrainer: Ahmet Suat Özyazıcı       |
| Beşiktaş Istanbul | Zafer Öğer – Ulvi Güveneroğlu (46. Reşat Sarı), Samet Aybaba, Kadir Akbulut, Zlatan Arnavutovic – Haluk Serenli, Rıza Çalımbay (18. Kenan Oktay), Metin Tekin – Dzevad Secerbegovic, Fikret Demirer, Necdet Ergün Cheftrainer: Ziya Taner |
| Gelbe Karten      | Tuncay Soyak, Turgay Semercioğlu – Zlatan Arnavutovic |

## Beste Torschützen
| Rang | Spieler            | Verein        | Tore |
| ---- | ------------------ | ------------- | ---- |
| 1    | Ercan Açar         | Çorluspor     | 8    |
| 2    | Bahaddin Güneş     | Trabzonspor   | 4    |
| 2    | Salih Kurucuk      | Karşıyaka SK  | 4    |
| 4    | Sercan Görgülü     | Zonguldakspor | 3    |
| 4    | Hasan Koyuncu      | Çorluspor     | 3    |
| 4    | Turgay Semercioğlu | Trabzonspor   | 3    |
| 4    | Hasan Şengün       | Trabzonspor   | 3    |
| 4    | Zafer Tüzün        | Eskişehirspor | 3    |
| 4    | Zeki Yalçınkaya    | Karşıyaka SK  | 3    |
| 10   | Ayın Çetinkaya     | Çorluspor     | 2    |